# Yomiuri Football Club 1984
Questa voce raccoglie le informazioni riguardanti lo Yomiuri Football Club nelle competizioni ufficiali della stagione 1984.

## Stagione
Assumendo il tedesco Rudi Gutendorf alla guida tecnica e integrando la rosa con alcuni giocatori europei, dopo un'eliminazione al secondo turno della coppa di Lega per mano del Mazda, in campionato lo Yomiuri mostrò una continuità di risultati che gli permise di distanziare le altre avversarie, fra cui il Nissan Motors nettamente sconfitto nel secondo scontro diretto. Nonostante un finale balbettante, vincendo contro l'Hitachi all'ultima giornata lo Yomiuri poté confermarsi campione nazionale. Al termine della stagione lo Yomiuri ebbe modo di vincere la coppa nazionale, sconfiggendo in finale il Furukawa Electric.

## Maglie e sponsor
Per la stagione 1984 lo Yomiuri continuerà a impiegare le divise adottate nel 1982.
| Manica sinistra · Manica sinistra · Maglietta · Maglietta · Manica destra · Manica destra · Pantaloncini · Calzettoni | Manica sinistra · Manica sinistra · Maglietta · Maglietta · Manica destra · Manica destra · Pantaloncini · Calzettoni |  |

## Rosa
| N. |                       | Ruolo | Calciatore                  |
| -- | --------------------- | ----- | --------------------------- |
| 1  | Jugoslavia (bandiera) | P     | Vjeran Simunić              |
| 2  | Giappone (bandiera)   | D     | Satoshi Tsunami             |
| 3  | Giappone (bandiera)   | D     | Yasutarō Matsuki (capitano) |
| 4  | Brasile (bandiera)    | D     | Jorge Toledo                |
| 5  | Giappone (bandiera)   | D     | Hisashi Katō                |
| 6  | Giappone (bandiera)   | C     | Yukitaka Omi                |
| 7  | Giappone (bandiera)   | C     | Tetsuya Totsuka             |
| 8  | Brasile (bandiera)    | C     | Ruy Ramos                   |
| 9  | Brasile (bandiera)    | A     | George Yonashiro            |
| 10 | Giappone (bandiera)   | C     | Ryōichi Kawakatsu           |
| 11 | Giappone (bandiera)   | A     | Masato Ōtomo                |

| N. |                     | Ruolo | Calciatore        |
| -- | ------------------- | ----- | ----------------- |
| 12 | Scozia (bandiera)   | D     | Steve Paterson    |
| 13 | Giappone (bandiera) | A     | Takekazu Suzuki   |
| 14 | Giappone (bandiera) | D     | Yoshiyuki Katō    |
| 15 | Giappone (bandiera) | A     | Kazuaki Hamaguchi |
| 16 | Giappone (bandiera) | A     | Shoji Wago        |
| 17 | Giappone (bandiera) | C     | Eiji Mori         |
| 18 | Giappone (bandiera) | P     | Takayuki Fujikawa |
| 19 | Giappone (bandiera) | D     | Yasuyuki Kishino  |
| 20 | Giappone (bandiera) | D     | Takuro Okuda      |
| 21 | Giappone (bandiera) | P     | Kazuya Nakamura   |
| 22 | Giappone (bandiera) | A     | Yasuo Ueshima     |

## Calciomercato

### Sessione invernale
| Acquisti | Acquisti       | Acquisti         | Acquisti   |
| R.       | Nome           | da               | Modalità   |
| -------- | -------------- | ---------------- | ---------- |
| P        | Vjeran Simunić | Sporting Lisbona | definitivo |
| D        | Yoshiyuki Katō | Yomiuri Junior   | definitivo |
| A        | Steve Paterson | Sydney Olympic   | definitivo |

| Cessioni | Cessioni       | Cessioni     | Cessioni   |
| R.       | Nome           | a            | Modalità   |
| -------- | -------------- | ------------ | ---------- |
| C        | Ryusuke Ofuchi | ANA Yokohama | definitivo |

## Risultati

### Japan Soccer League

#### Girone di andata
| Tokyo 12 maggio 1984 1ª giornata | Yomiuri | 1 – 0 | Nippon Kokan |  |

| Yokohama 17 maggio 1984 2ª giornata | Nissan Motors | 3 – 3 | Yomiuri |  |

| Tokyo 20 maggio 1984 3ª giornata | Fujita Kogyo | 3 – 3 | Yomiuri |  |

| Tokyo 9 giugno 1984 4ª giornata | Yomiuri | 2 – 1 | Mitsubishi HI |  |

| Tokyo 13 giugno 1984 5ª giornata | Yomiuri | 0 – 1 | Yamaha Motors |  |

| Osaka 17 giugno 1984 6ª giornata | Yanmar Diesel | 0 – 6 | Yomiuri |  |

| Yokohama 1º settembre 1984 7ª giornata | Furukawa Electric | 2 – 1 | Yomiuri | (2,000 spett.) |

| Tokyo 5 settembre 1984 8ª giornata | Yomiuri | 3 – 0 | Honda Motor |  |

| Tokyo 9 settembre 1984 9ª giornata | Hitachi | 1 – 4 | Yomiuri |  |

#### Girone di ritorno
| Kawasaki 15 settembre 1984 10ª giornata | Nippon Kokan | 2 – 3 | Yomiuri |  |

| Tokyo 22 settembre 1984 11ª giornata | Yomiuri | 3 – 0 | Nissan Motors |  |

| Tokyo 6 ottobre 1984 12ª giornata | Yomiuri | 2 – 1 | Fujita Kogyo |  |

| Tokyo 14 ottobre 1984 13ª giornata | Yamaha Motors | 0 – 0 | Yomiuri |  |

| Tokyo 20 ottobre 1984 14ª giornata | Yomiuri | 5 – 1 | Yanmar Diesel |  |

| Tokyo 27 ottobre 1984 15ª giornata | Mitsubishi HI | 0 – 3 | Yomiuri |  |

| Tokyo 3 novembre 1984 16ª giornata | Yomiuri | 1 – 1 | Furukawa Electric | (28,000 spett.) |

| Hamamatsu 10 novembre 1984 17ª giornata | Honda Motor | 4 – 0 | Yomiuri |  |

| Tokyo 18 novembre 1984 18ª giornata | Yomiuri | 1 – 0 | Hitachi |  |

### Japan Soccer League Cup
| Kawasaki 1º aprile 1984 Primo turno | Yomiuri | 4 – 2 | Fujitsu |  |

| 7 aprile 1984 Secondo turno | Mazda | 4 – 1 | Yomiuri |  |

### Coppa dell'Imperatore
| Matsuyama 15 dicembre 1984 Primo turno | Yomiuri | 2 – 1 | Osaka Taidai |  |

| Matsuyama 16 dicembre 1984 Primo turno | Yomiuri | 5 – 0 | Teijin |  |

| Tokyo 23 dicembre 1984 Quarti di finale | Yomiuri | 2 – 1 | Yanmar Diesel |  |

| Kobe 30 dicembre 1984 Semifinali | Yomiuri | 2 – 1 | Yamaha Motors |  |

| Tokyo 1º gennaio 1985 Finale | Yomiuri   | 2 – 0 | Furukawa Electric |  |
| Totsuka Paterson Marcatori   |           |       |                   |  |
|                              |           |       |                   |  |
| Totsuka Paterson             | Marcatori |       |                   |  |

## Statistiche

### Statistiche di squadra
| Competizione          | Punti | Totale | Totale | Totale | Totale | Totale | Totale | DR  |
| Competizione          | Punti | G      | V      | N      | P      | Gf     | Gs     | DR  |
| --------------------- | ----- | ------ | ------ | ------ | ------ | ------ | ------ | --- |
| JSL Division 1        | 26    | 18     | 11     | 4      | 3      | 41     | 20     | +21 |
| JSL Cup               | -     | 2      | 1      | 0      | 1      | 5      | 6      | -1  |
| Coppa dell'Imperatore | -     | 5      | 5      | 0      | 0      | 11     | 2      | +9  |
| Totale                | -     | 25     | 17     | 4      | 4      | 57     | 28     | +29 |

### Statistiche dei giocatori
| Giocatore | JSL Division 1 | JSL Division 1 | JSL Cup  | JSL Cup | Coppa dell'Imperatore | Coppa dell'Imperatore | Totale   | Totale |
| Giocatore | Presenze       | Reti           | Presenze | Reti    | Presenze              | Reti                  | Presenze | Reti   |
| --------- | -------------- | -------------- | -------- | ------- | --------------------- | --------------------- | -------- | ------ |
| Fujikawa  | 0              | 0              | 0        | 0       | 0                     | 0                     | 0        | 0      |
| Hamaguchi | 5              | 0              | 2        | 0       | 0                     | 0                     | 7        | 0      |
| H. Kato   | 16             | 0              | 4        | 1       | 2                     | 0                     | 22       | 1      |
| Y. Kato   | 0              | 0              | 1        | 0       | 0                     | 0                     | 1        | 0      |
| Kawakatsu | 14             | 2              | 2        | 0       | 5                     | 1                     | 21       | 3      |
| Kishino   | 10             | 0              | 0        | 0       | 4                     | 0                     | 14       | 0      |
| Matsuki   | 18             | 2              | 0        | 0       | 5                     | 0                     | 23       | 2      |
| Mori      | ?              | ?              | ?        | 0       | 1+                    | 0                     | 1+       | 0+     |
| Nakamura  | 18             | -?             | ?        | -?      | 1+                    | -?                    | 19+      | -?     |
| Okuda     | ?              | ?              | ?        | 0       | ?                     | 0                     | ?        | 0+     |
| Omi       | 18             | 0              | 2        | 0       | 5                     | 0                     | 25       | 0      |
| Otomo     | 9              | 0              | 1        | 0       | 1+                    | 0                     | 11+      | 0      |
| Paterson  | 2              | 0              | 0        | 0       | 5                     | 4                     | 7        | 4      |
| Ramos     | 16             | 9              | 2        | 2       | 0                     | 0                     | 18       | 11     |
| Simunić   | ?              | -?             | ?        | -?      | ?                     | -?                    | ?        | -?     |
| Suzuki    | 0              | 0              | 1        | 0       | 0                     | 0                     | 1        | 0      |
| Toledo    | 17             | ?              | ?        | 0       | 1+                    | 0                     | 18+      | 0+     |
| Totsuka   | 16             | 14             | 2        | 2       | 5                     | 5                     | 23       | 21     |
| Tsunami   | 18             | 1              | 0        | 0       | 5                     | 0                     | 23       | 1      |
| Ueshima   | 9              | 4              | 2        | 0       | ?                     | 0                     | 11+      | 4      |
| Yonashiro | 17             | 5              | 2        | 1       | 4                     | 2                     | 23       | 8      |